# Ga Thụy Phương

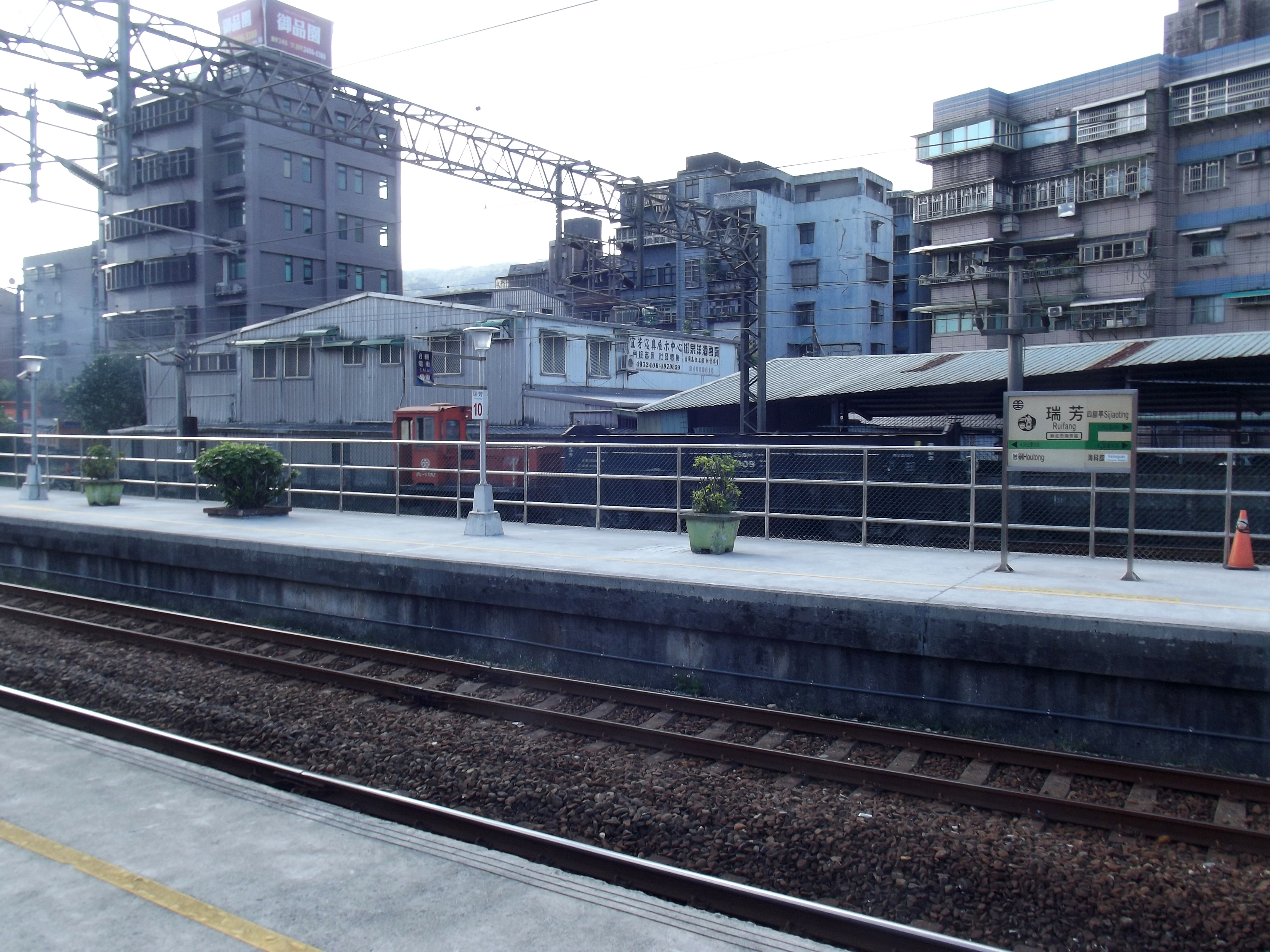
Ke ga Thụy Phương

Ga Thụy Phương (tiếng Trung: 瑞芳; bính âm: Ruìfāng) là nhà ga đường sắt ở Tân Bắc, Đài Loan thuộc đường sắt Đài Loan.

## Lịch sử
Nhà ga mở cửa vào ngày 5 tháng 5 năm 1919.

## Liên kết
- TRA Rueifang Station Lưu trữ ngày 19 tháng 4 năm 2019 tại Wayback Machine (bằng tiếng Trung Quốc)